# Menesida fuscipennis
Menesida fuscipennis är en skalbaggsart som beskrevs av Stefan von Breuning 1954. Menesida fuscipennis ingår i släktet Menesida och familjen långhorningar. Inga underarter finns listade i Catalogue of Life.